# Bordehi
Bordehi är en by i den indiska delstaten Madhya Pradesh, och tillhör distriktet Betul. Folkmängden uppgick till 2 821 invånare vid folkräkningen 2011.
Där grundade Evangeliska Fosterlandsstiftelsen en missionsstation 1894. Man ägnade sig då särskilt åt mission hos gonderna.[källa behövs]